# Joanna Dworakowska
Joanna Dworakowska est une joueuse d'échecs polonaise née le 21 octobre 1978 à Varsovie et morte le 13 avril 2024 dans la même ville. Trois fois championne de Pologne chez les femmes, elle a obtenu le titre de grand maître international féminin en 1997, et celui de maître international (mixte) en 2002.

## Carrière

### Championne de Pologne
Joanna Dworakowska a remporté le championnat de Pologne à trois reprises (en 1997, 1998 et 2001).

### Championnats du monde
Joanna Dworakowska remporta la médaille d'argent au championnat du monde junior en 1997.
Elle a participé trois fois au championnat du monde d'échecs féminin :
- en 2000 : éliminée au deuxième tour par Natalia Joukova ;
- en 2001 : éliminée au troisième tour (huitième de finale) par Peng Zhaoqin après avoir battu Nana Iosseliani au deuxième tour ;
- en 2004 : éliminée au premier tour par Peng Zhaoqin.

### Compétitions par équipe
Joanna Dworakowska a représenté la Pologne lors de six olympiades d'échecs de 1996 à 2010, remportant la médaille de bronze par équipe en 2002.
Elle participa au championnat du monde d'échecs par équipes de 2009, remportant la médaille de bronze individuelle au troisième échiquier.
Elle a disputé six championnats d'Europe par équipe de 1999 à 2013, remportant la médaille d'or par équipe en 2005, la médaille d'argent par équipe en 2007 et une médaille d'argent individuelle au quatrième échiquier en 2009.